# Animaux de guerre

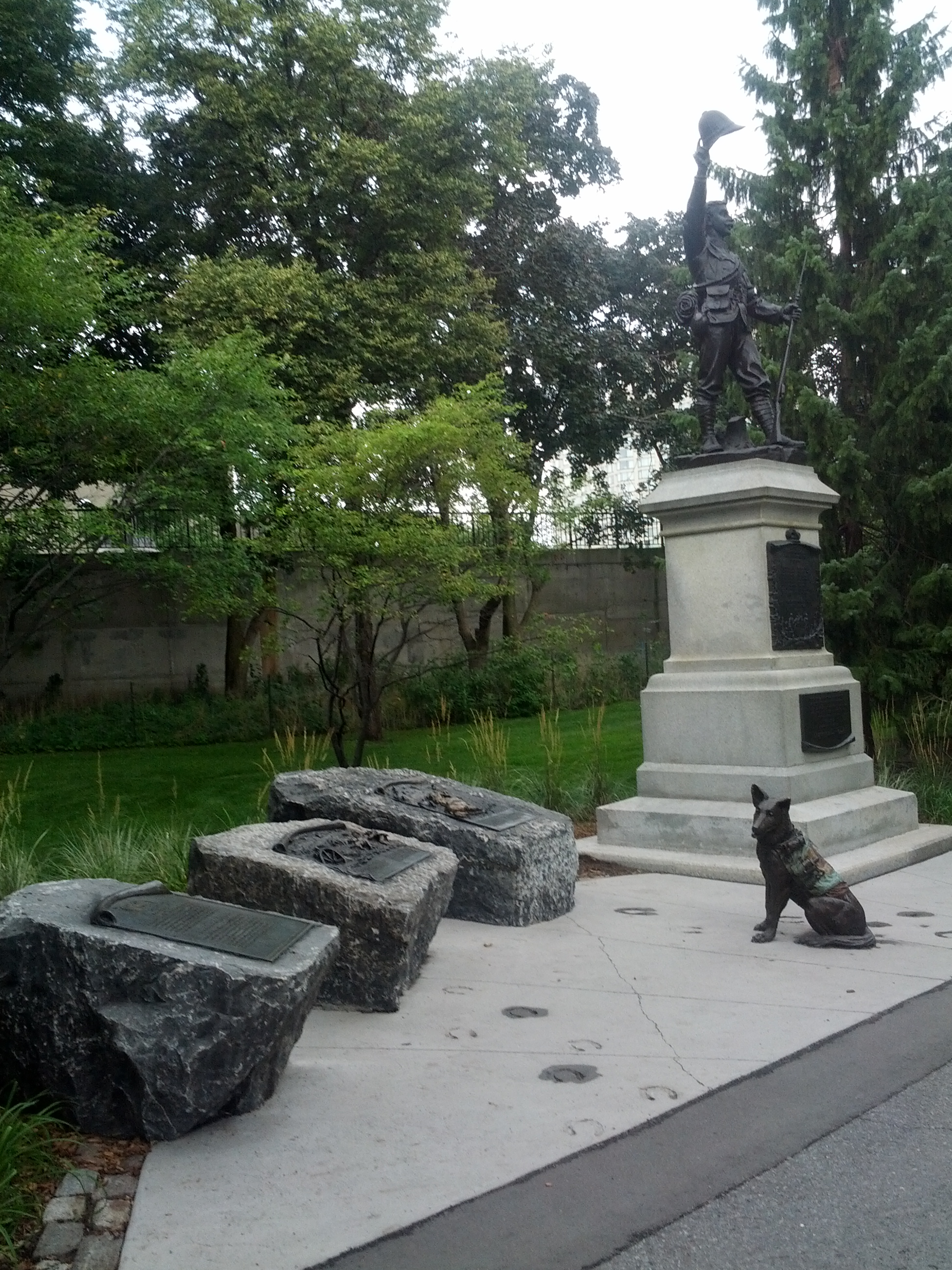
Monument commémoratif rendant hommage aux animaux de guerre, installé au parc de la Confédération à Ottawa, au Canada.

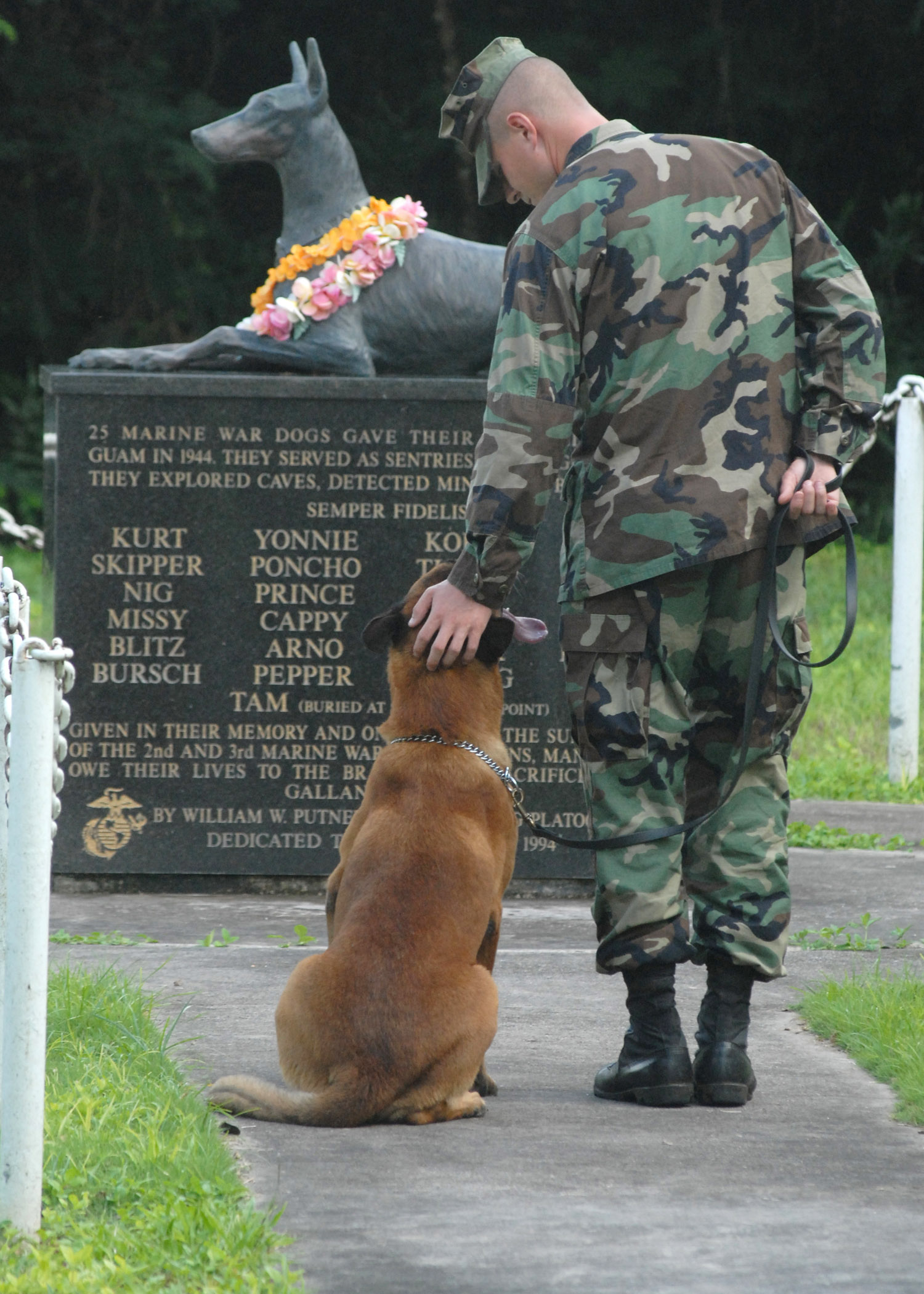
Un soldat américain et son chien devant un monument commémoratif du War Dog Cemetery situé sur la base navale de Guam à Santa Rita.

Les animaux de guerre correspondent à des espèces animales qui ont été ou sont utilisées par les hommes en temps de guerre.
Il s’agit d’espèces généralement domestiquées, comme les chiens ou les chevaux, mais certaines espèces moins communes comme les éléphants (ou, dans un cas exceptionnel, un ours) ont aussi pu être utilisées.
L'usage des animaux de guerre a été largement répandu, au point d'atteindre une estimation de quatorze millions d’animaux mobilisés lors de la Première Guerre mondiale et trente millions lors de la Seconde Guerre mondiale. Quelque 120 000 animaux ont déjà pu recevoir des honneurs militaires[réf. nécessaire].
Ces animaux sont plus ou moins bien traités, selon qu'ils sont vus comme un animal-machine, usé jusqu'à la corde et abandonné, ou adoptés comme mascotte individuelle ou officielle.

## Usage guerrier

### Antiquité
Les éléphants de guerre ont été utilisés par plusieurs peuples (Séleucides, Carthaginois…).
L'usage de chars de guerre (avec ou sans faux) tirés par des chevaux est attesté chez plusieurs peuples (Bretons…).
Pline l'Ancien a mentionné l’usage de cochons de guerre enflammés qui semble-t-il auraient servi à effrayer les éléphants lors de la campagne d’Italie d’Hannibal. Le cri de souffrance des cochons immolés faisait peur aux pachydermes,.

### Moyen Âge

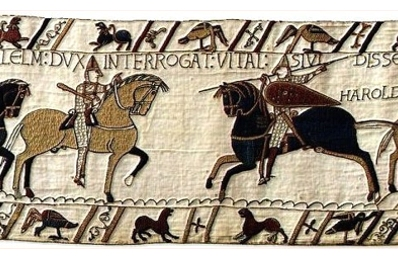
Tapisserie de Bayeux (XIe siècle).

Au Moyen Âge, la chevalerie est souvent considérée comme la force de frappe des armées médiévales. Le rôle du cheval de guerre devient alors primordial dans les batailles.
Selon le professeur Shi Bo, dans Trente-six Stratagèmes chinois  (ISBN 2-911858-06-9), des singes furent aussi ainsi utilisés au début de la Dynastie Song.

### Époque moderne
Au cours des XVIe siècle, XVIIe siècle et XVIIIe siècle, les chevaux sont utilisés comme montures et comme animaux de trait pour l'artillerie et de ravitaillement en vivres et en munition.

### Première Guerre mondiale
La Première Guerre mondiale utilise huit millions de chevaux de guerre, 200 000 pigeons, 100 000 chiens de guerre ; l’armée allemande emploie des pigeons-espions sur lesquels un appareil photographique miniaturisé était fixé. Certains animaux, bien traités au cours du conflit, deviennent des mascottes officielles, comme le coq choisi par le 16e bataillon du régiment Cheschire. Après la guerre apparaissent en France des monuments dédiés aux chiens combattants alors qu'en Angleterre, la 58e division d’infanterie commande une sculpture représentant un artilleur embrassant son cheval agonisant.

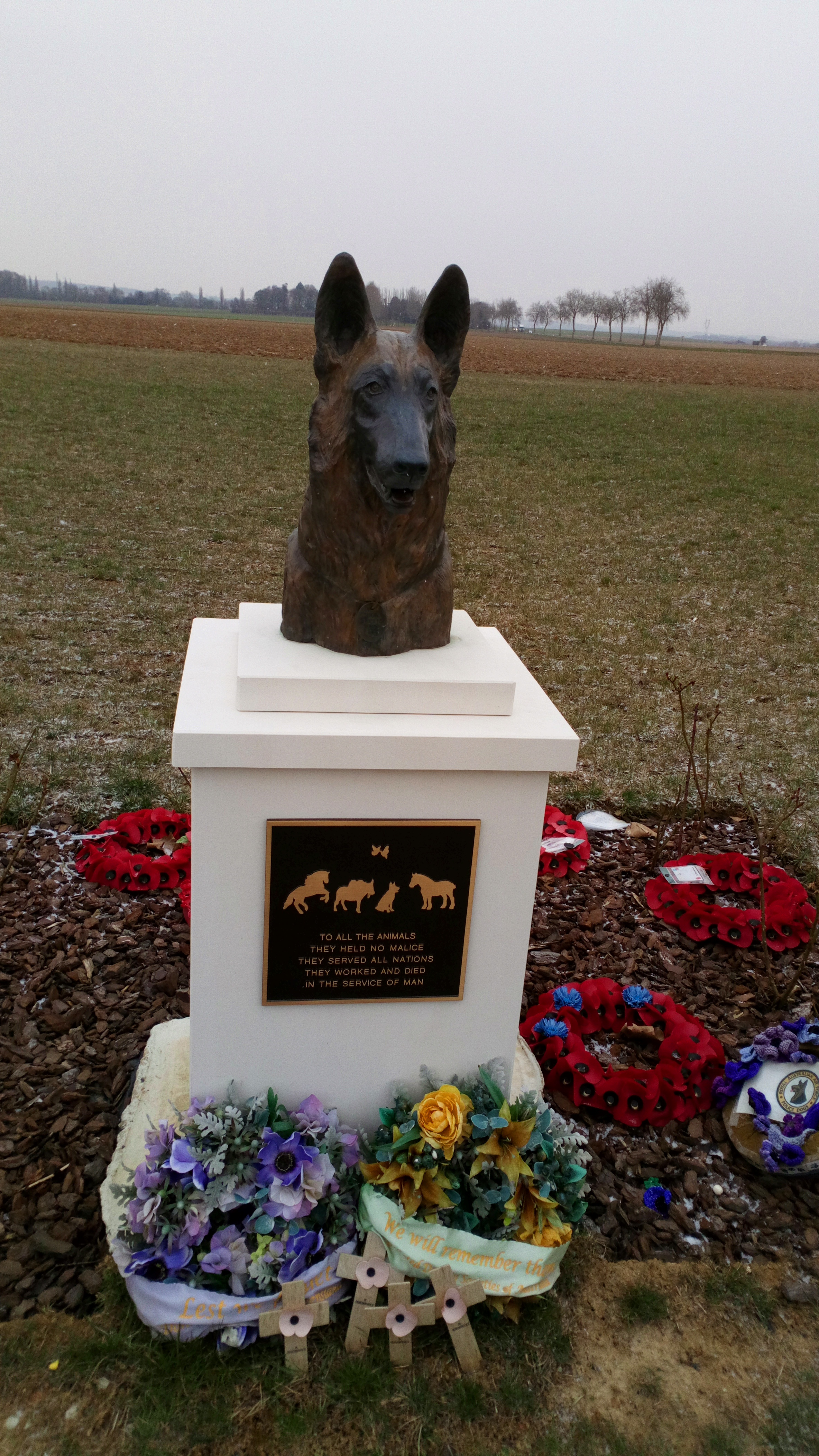
Espace mémoriel dédié aux animaux de guerre de la Première Guerre mondiale, à Pozières dans la Somme.
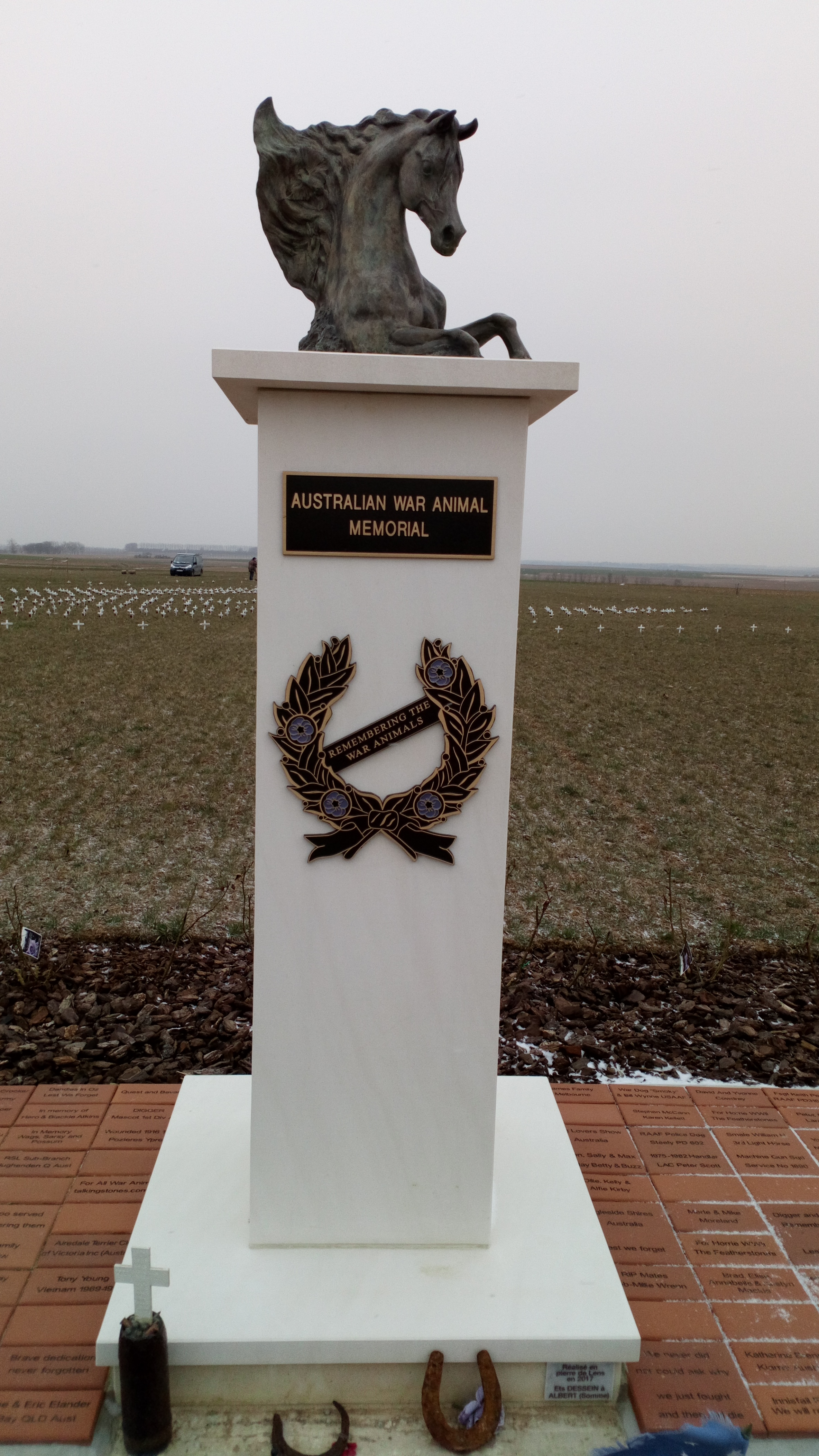
Espace mémoriel à Pozières.
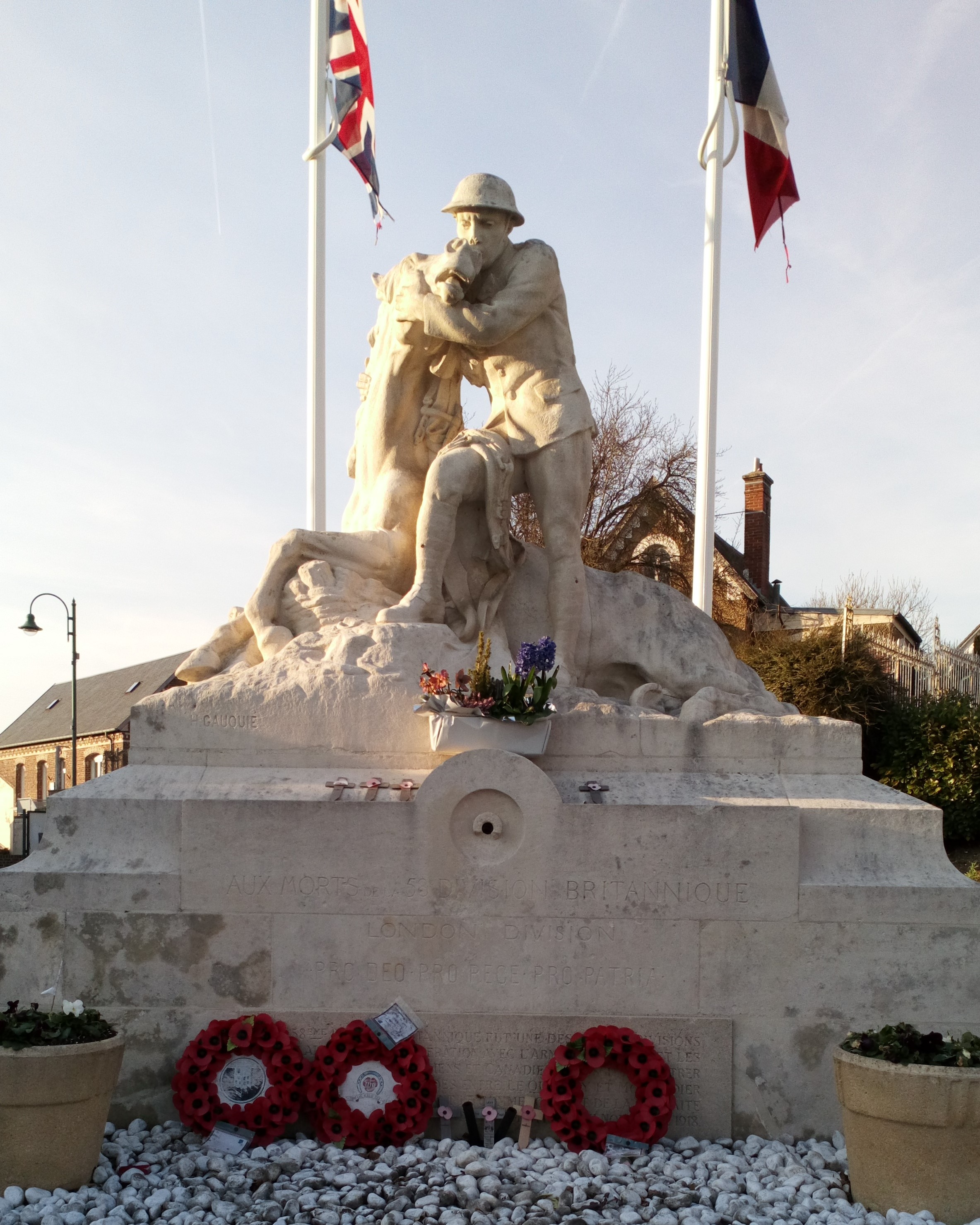
Monument à la 58e division britannique, espace mémoriel à Chipilly (Somme).
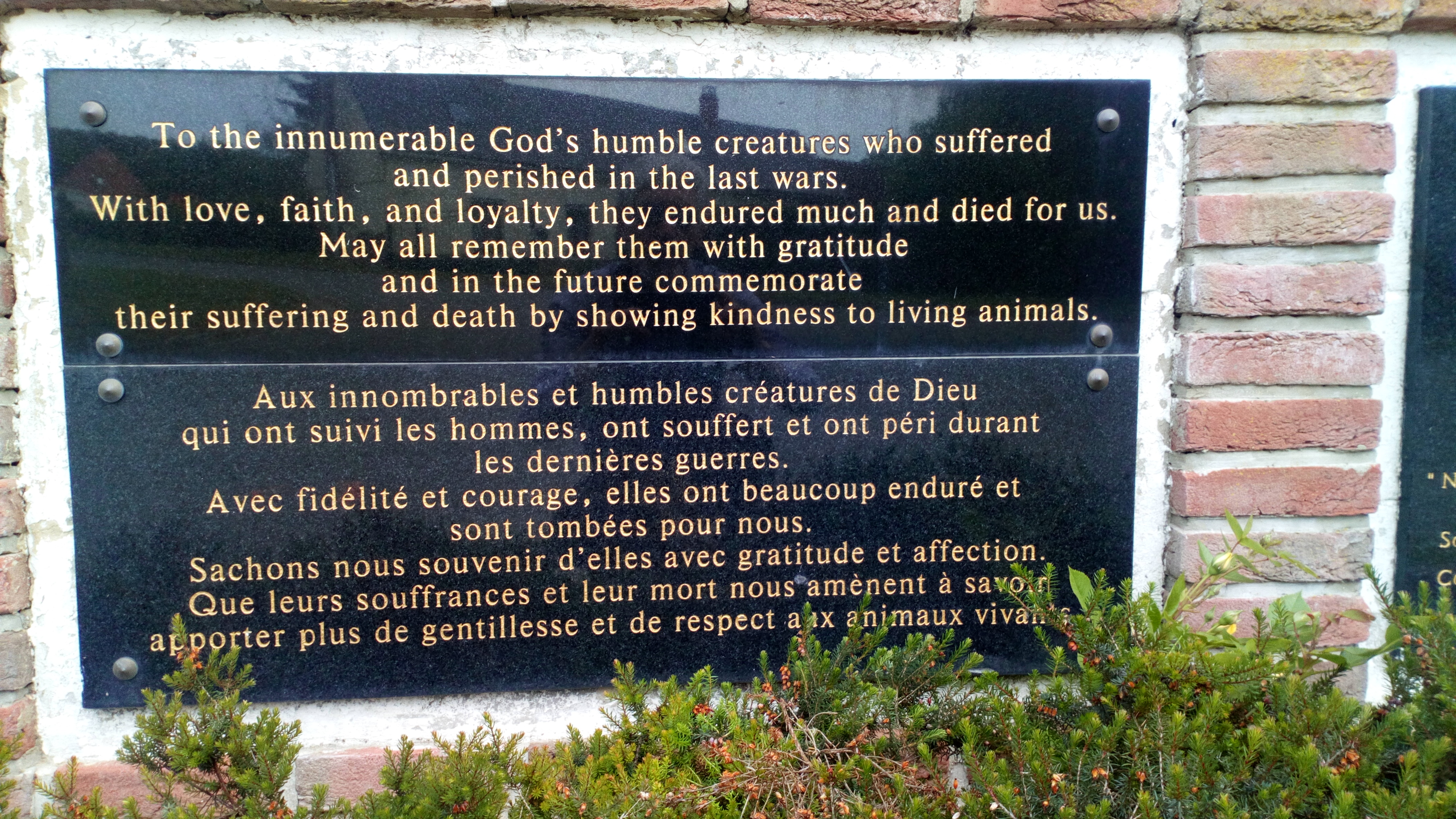
Plaques en mémoire des animaux de guerre à Couin dans le Pas-de-Calais.

### Seconde Guerre mondiale

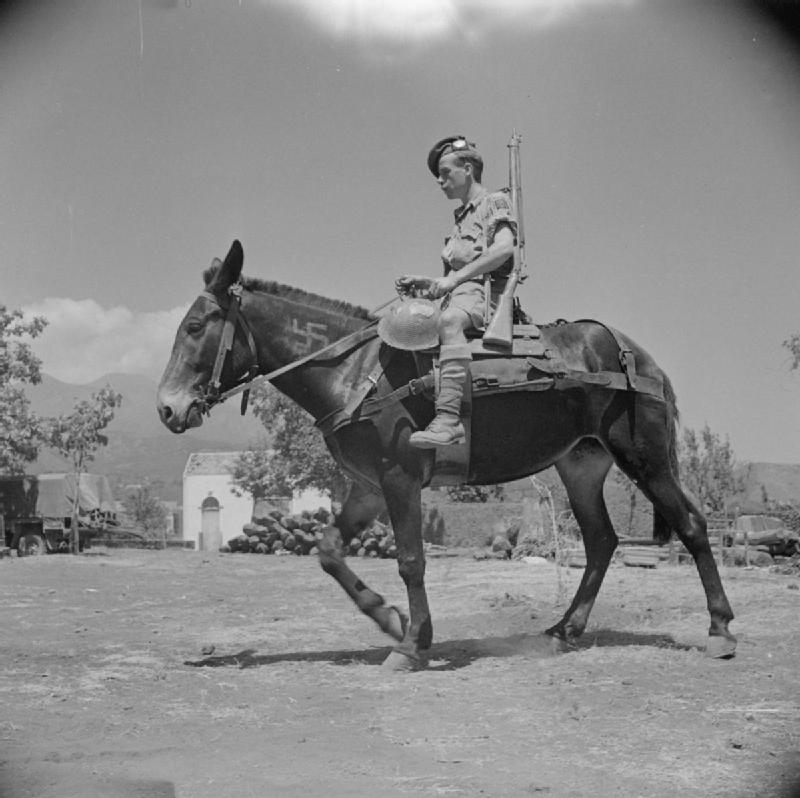
Un militaire britannique du cinquième Seaforth Highlanders montant un mulet qui porte une croix gammée nazie sur son encolure, le 16 août 1943 en Sicile, pendant l'opération Husky.
Devenu une prise de guerre, l'animal est ensuite utilisé par la 51st (Highland) Division sur les terrains accidentés près de du volcan sicilien Etna.

- Les moutons pour déminer le terrain : lors de la Seconde Guerre mondiale, et lors du débarquement en Normandie en juin 1944, s'est posé le problème du déminage des plages. Des troupeaux de moutons, dans leur marche, firent sauter des centaines de mines.
- Un programme d’expérimentations sur des chauves-souris pour des usages incendiaires similaires a été mené par l’Armée américaine lors de la Seconde Guerre mondiale, avant d’être abandonné devant l'avancement du projet Manhattan. L’usage de pigeons dans des bombes guidées fut aussi envisagé. Les Soviétiques menèrent des expériences avec des chiens anti-char. La Suède utilisa des phoques contre les sous-marins allemands.

### Époque contemporaine
- Les dauphins et autres mammifères marins sont utilisés pour le déminage, la surveillance et la récupération d’objets par l'US Navy.
- Toutes les armées modernes utilisent actuellement des chiens de combat pour garder les sites sensibles et aider à maîtriser une personne sans la tuer.
- D’après des images satellites de Maxar Technologies, l'armée russe stationnerait des dauphins dressés dans la base militaire de Sébastopol pour les engager dans les opérations de l'invasion de l’Ukraine en 2022[6].

## Transport et logistique
- Il s’agit généralement d’animaux de trait. Le cheval est l’animal qui a été le plus communément utilisé dans l’histoire. Les chars et les cavaleries ont longtemps procuré un avantage de mobilité certain sur les champs de bataille. Par exemple, l’usage d’archers montés a permis à l’armée mongole d’entrer parmi les armées les plus puissantes de son époque.
- L’apparition d’unités motorisées a entraîné le déclin de telles unités, mais les chevaux furent toujours utilisés par l’armée allemande durant la Seconde Guerre mondiale pour la logistique et le transport de pièces d’artillerie.
- Les éléphants bien que n’étant pas considérés comme étant une espèce domesticable ont pu être utilisés au front ou pour les approvisionnements. Leur usage en Inde semble être antérieur au Ier millénaire av. J.-C. La traversée des Alpes par les éléphants de guerre d’Hannibal fait partie des pages mémorables de l’histoire militaire, durant les Guerres puniques. Plus récemment, ils furent employés par les Japonais et les Alliés sur le front asiatique, notamment en Birmanie, et plus récemment encore par les Khmers rouges.
- Les chameaux ont aussi été utilisés par l’Armée indienne ou les méharistes pour la surveillance de régions désertiques.
- Les mules et les bœufs ont été utilisés pour l’approvisionnement.
- L'ours Wojtek, recueilli et élevé par un régiment polonais, a aidé au transport de munitions lors de la campagne d'Italie en 1944.
- L'armée Belge utilisait des chiens (Mâtin Belge) pour tracter ses mitrailleuses Maximes.

## Autres usages
- Les pigeons ont été un moyen de communication privilégié, notamment pendant la guerre de 1870 ou la Première Guerre mondiale.
- L’usage de molosses était fréquent en Grèce ancienne (notons Péritas le molosse d'Alexandre le Grand) et lors de la conquête de l'Amérique latine par les conquistadors[7].
- De façon plus anecdotique, certains animaux jouèrent indirectement un rôle décisif dans des combats, à l’instar des oies du Capitole, ou des chèvres de Skanderbeg.
- Les abeilles furent utilisées par les grecs et les romains, mais également jusque le 17eme siècle[8]. En 2025, des soldats Ukrainiens a cours de grenades ont utilisé des ruches lors de la bataille de Pokrovsk.